# Alfredo Chiappori
Alfredo Chiappori (Lecco, 27 agosto 1943 – Lecco, 14 ottobre 2022) è stato un disegnatore e scrittore italiano.

## Biografia
Secondo Gianbattista Zorzoli, Chiappori fu il primo interprete in Italia della contestazione generazionale del 1968; nel clima di quegli anni collaborò a Linus e anche a Ca Balà di cui disegna una copertina. Nel 1944 aveva perso il padre, morto nella Resistenza.
I primi disegni apparvero su Epoca a metà degli anni Sessanta. Nel 1969 diede vita al personaggio di "Up il sovversivo", sempre raffigurato sottosopra nelle vignette che appariranno anche su Linus. Con Alfreud l'approccio politico si spostò anche sul personale. Artista eclettico, si è orientato nel campo artistico come illustratore, nel campo letterario come scrittore.
Nel 1997 gli venne attribuito il Premio Dessì Speciale della Giuria.

## Opere
- Alfreud, Milano, Feltrinelli, 1972
- Vado, l'arresto e torno, Milano, Feltrinelli, 1973
- Il Belpaese, con Fortebraccio, Milano, Feltrinelli, 1973
- Padroni e padrini, con Oreste Del Buono, Milano, Feltrinelli, 1974
- Commedie e drammi nel matrimonio: psicologia e fumetti per districarsi nella giungla comunale, con Guglielmo Gulotta, Milano, Feltrinelli, 1976
- Storie d'Italia, 4 voll., Milano, Feltrinelli, 1977-1981
- Tali e quali, prefazione di Giulio Carlo Argan, Milano, Rizzoli, 1990
- Il belpaese si diverte, Milano, Rizzoli, 1991
- Ma va', Milano, Rizzoli, 1992
- Wanted, introduzione di Furio Colombo, Milano, L'Europeo, 1993
- Il porto della fortuna, Milano, Rizzoli, 1997
- La breva. Storie di lago, Lipomo (CO), Dominioni, 2001
- Il mistero del Lucy Fair, Milano, Dalai Editore, 2002
- Franco destino. Un'infanzia d'artista, Venezia, Marsilio, 2004